# Sonate voor cello en orkest (Penderecki)
De Sonate voor cello en orkest uit 1964 is een compositie van de Pool Krzysztof Penderecki. Het is geschreven in het tijdperk, dat hij nog aan het experimenteren was en kan gezien worden in zijn ontwikkeling naar Threnos toe en daarna. Het werk bestaat uit twee delen, kortweg I en II genaamd, zoals toentertijd bij de avant-garde gewoonte was. Deel één ontwikkelt zich vanuit het begin van de sonate, die bol staat van de dissonanten. In deel twee is de toon wat lichter, maar evengoed dissonant. De sonate ligt echter niet zwaar op de maag zoals Threnos of Polymorphia; Penderecki hield het licht. Met al zijn wringende akkoorden, clusters en blokken besluit de sonate op een haast klassieke wijze.
De eerste uitvoering vond plaats op het Donaueschinger Muziktage door Siegfried Palm en het SWR Symfonieorkest Baden-Baden en Freiburg onder leiding van Ernst Bour.

## Orkestratie
- 0 dwarsfluit, 0 hobo, 0 klarinetten, 2 fagotten, 1 contrafagot;
- 6 hoorns, 0 trompetten, 3 trombones, 1 tuba
- 4 man / vrouw percussie voor triangel, 3 a 4 woodblocks, 2 bongos, zweep, claves, guiro en tamtam, 1 piano
- 24 violen, 8 altviolen, 8 celli, 6 contrabassen.

## Discografie
- Uitgave Naxos: Antoni Wit met het Filharmonisch Orkest van Warschau met solist Ivan Monighetti; opname 2007
- Uitgave Vox: Radio-orkest van Luxemburg